# Nachal Ecjona
Nachal Ecjona (hebrejsky נחל עציונה‎) je vádí na Západním břehu Jordánu a v Izraeli.
Začíná v kopcovitém regionu Guš Ecjon v Judských horách na východním okraji města Bejtar Ilit a poblíž obce Nachalin. Směřuje pak k jihozápadu, přičemž zleva do něj ústí vádí Nachal Na'amanim a zprava Vádí Fukin. Západně od vesnice Jab'a vstupuje na území vlastního Izraele, stále v sevření svahů, nyní již zalesněných. Na severním břehu je zde ovšem původní krajina narušena velkým lomem na kámen. Mezi obcemi Avi'ezer a Neve Micha'el vstupuje do mělkého údolí, v němž ústí do vádí Nachal Sansan, který pak po několika stovkách metrů ústí do toku Nachal ha-Ela.